# STARSHINE (satélite)

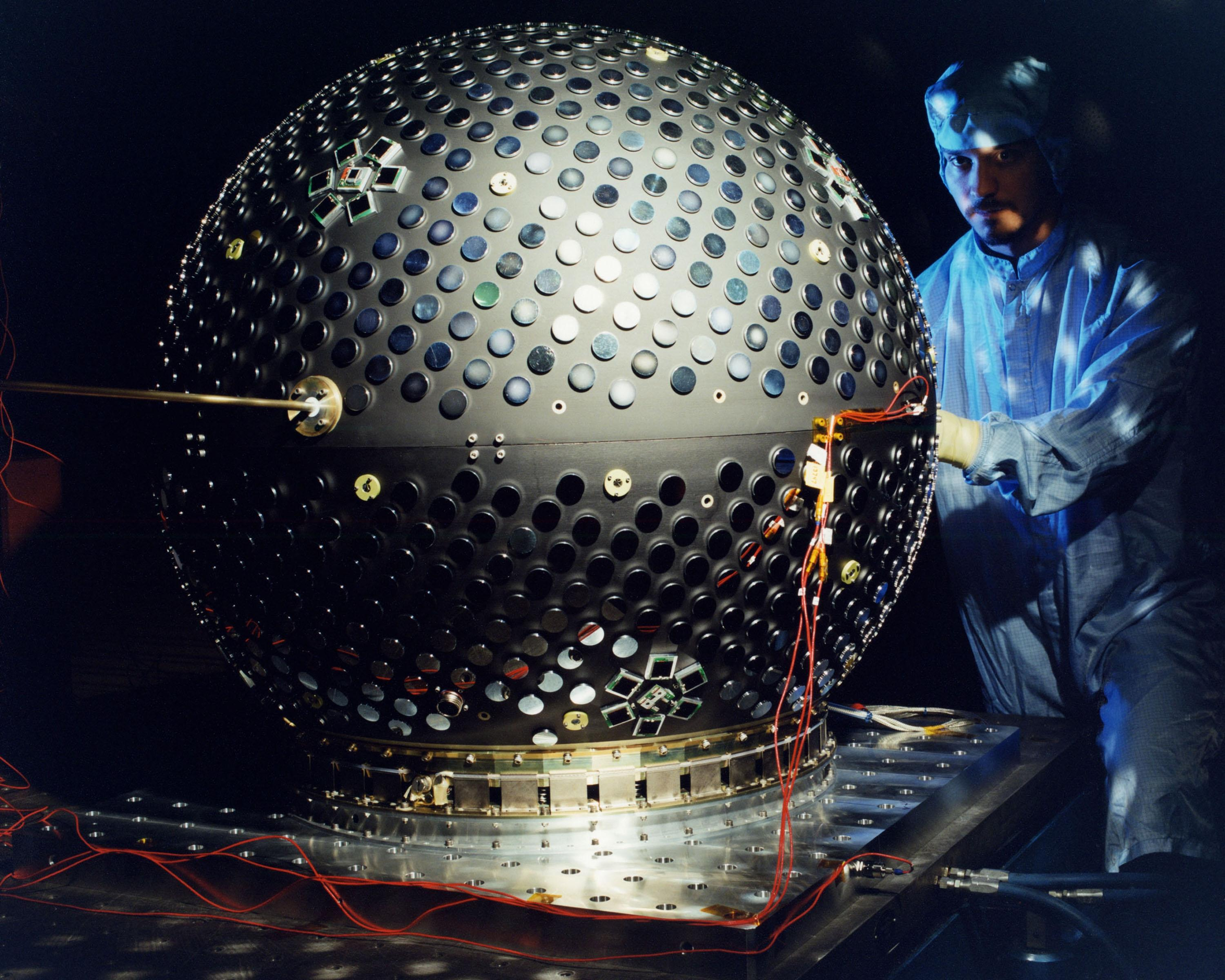
Um técnico da NASA trabalhando no Starshine 3 no Kennedy Space Center

STARSHINE (Student Tracked Atmospheric Research Satellite Heuristic International Networking Experiment) é a designação de uma série de três satélites SLR, que foram rastreados e acompanhados por uma rede de mais de 20.000 estudantes de 18 países. Uma iniciativa patrocinada pelo United States Naval Research Laboratory (NRL).